# Autoroute 13 (Luxemburg)
Die Autoroute 13, kurz A13, die den Süden des Großherzogtums Luxemburg durchquert, besteht aus zwei Teilen.
Der südwestliche, 20,631 km lange Teil vom Kreisel Biff in Petingen in der Nähe der luxemburgisch-belgischen Grenze bis zum Autobahnkreuz Bettemburg wird die A13 Collectrice du Sud genannt und durchläuft das ehemalige Bergbau- und Eisenhüttengebiet Luxemburgs, die Terres rouges. Dieser Teil der Autobahn wurde 1994 in Betrieb genommen und ist zeitweise sehr stark befahren.
Im Bereich der Städte Differdingen und Esch/Alzette hat die A13 die Funktion einer Stadtumgehung. Zwischen Autobahndreieck Lankelz und dem Autobahndreieck Fötz teilt sich die A13 die Fahrbahnen mit der A4.
Vom Kreisel Biff bis zum Autobahndreieck Foetz und in umgekehrter Richtung gilt ein Tempolimit von 110 km/h.
Vom Autobahnkreuz Bettemburg bis zur luxemburgisch-deutschen Grenze in Schengen/Perl (21,949 km) wird die A13 als "Liaison avec la Sarre" oder "Saarautobunn" betitelt. Dieser Teil der A13 wurde erst 2004, also zehn Jahre nach der Collectrice du Sud in Betrieb genommen.
Die direkte Anbindung der Collectrice du Sud an die Saarautobahn war lange Jahre nicht vollständig hergestellt. Der Verkehr wurde durch einen Bypass umgeleitet, der nur aus zwei einzelnen Fahrbahnen bestand und parallel zur aktuellen endgültigen Streckenführung lag. Grund hierfür war, dass der luxemburgische Staat noch nicht im Besitz von allen Grundstücken war, um die Autobahn nach der geplanten Streckenführung fertigzustellen.
Ein wegen Formfehlern jahrelang verzögertes Enteignungsverfahren konnte erst 2013 zum Abschluss kommen. Die Bauarbeiten begannen im Herbst 2014 und sollten zwei Jahre dauern. Der neue Streckenbereich wurde ab dem 5. September 2016 in beiden Richtungen auf jeweils einer Spur geöffnet. Im Dezember 2016 wurde der Abschnitt vierspurig freigegeben.
Die Trassenführung ist eng an den luxemburgisch-französischen Grenzverlauf gebunden. In Frisingen und Bad Mondorf wurden die Fahrbahnen überdacht. Vor dem Markusberg, kurz vor Schengen durchläuft die A13 den 1575 m langen Tunnel Markusberg.
Im Anschluss an den Tunnel folgt die Brücke über die Mosel zwischen Schengen (L) und Perl (D), wo die A13 in die deutsche Autobahn A 8 übergeht.
Ein Kuriosum der Autobahn war der Zubringer in Frisingen. Die Anbindung in Richtung Schengen vom Verteilerkreis Frisingen war lange Zeit nicht möglich, obwohl der Zubringer fertig gestellt war. Grund hierfür war, dass bei den Bauarbeiten der Autobahn die Anbindung ohne Genehmigung über ein Privatgrundstück gebaut worden war. Nach jahrelangen Verhandlungen konnte der luxemburgische Staat sich mit dem Eigentümer auf eine Lösung einigen und der Zubringer konnte für den Verkehr freigegeben werden.
Vor der Eröffnung für den Publikumsverkehr des Teilstücks von Frisingen in Richtung deutsche Grenze im Jahre 2004 wurden hier die Autobahnstunts des Films Autobahnraser mit u. a. Alexandra Neldel in einer der Hauptrollen gedreht.

## Galerie

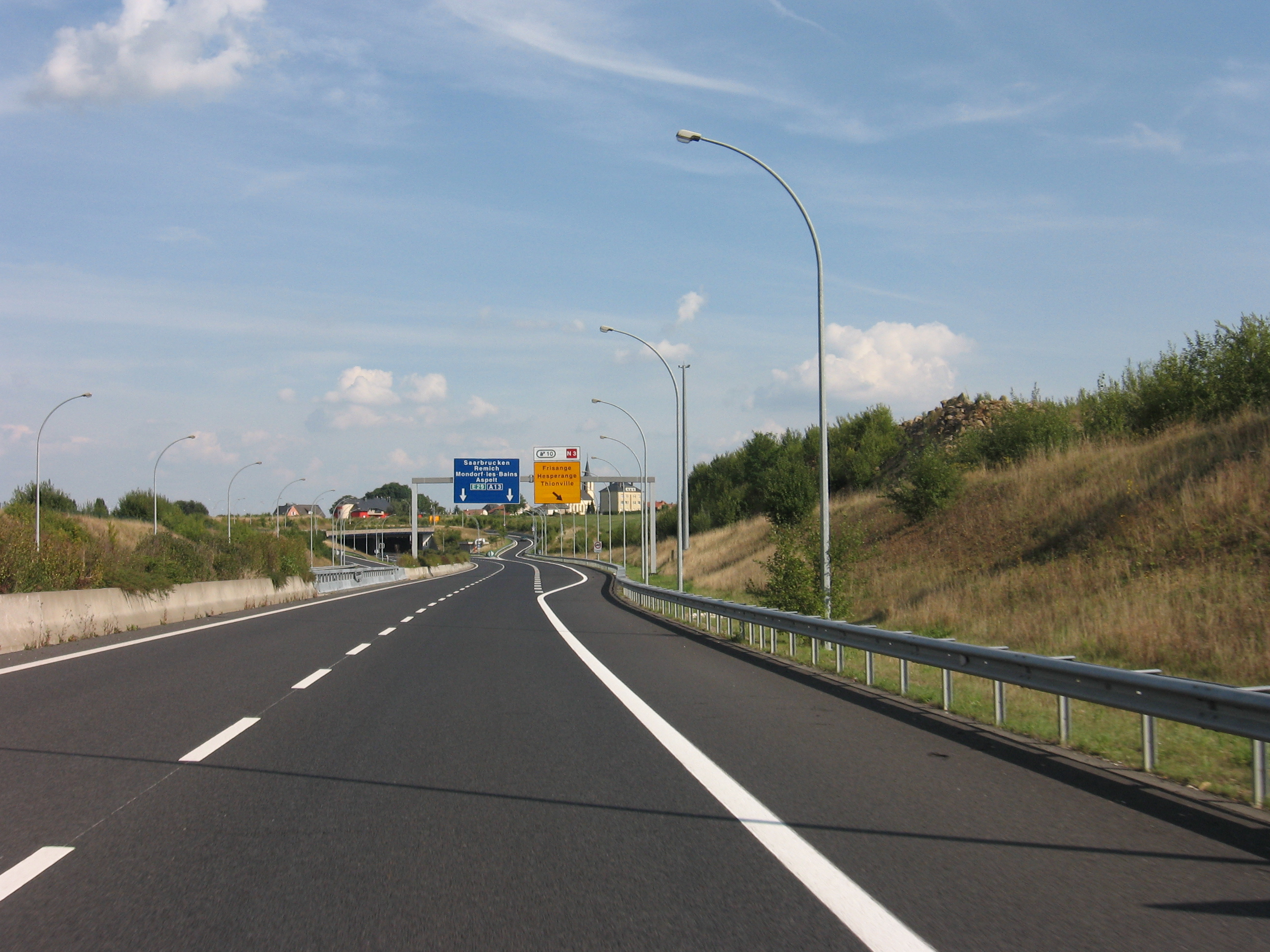
Die A13 bei Frisingen
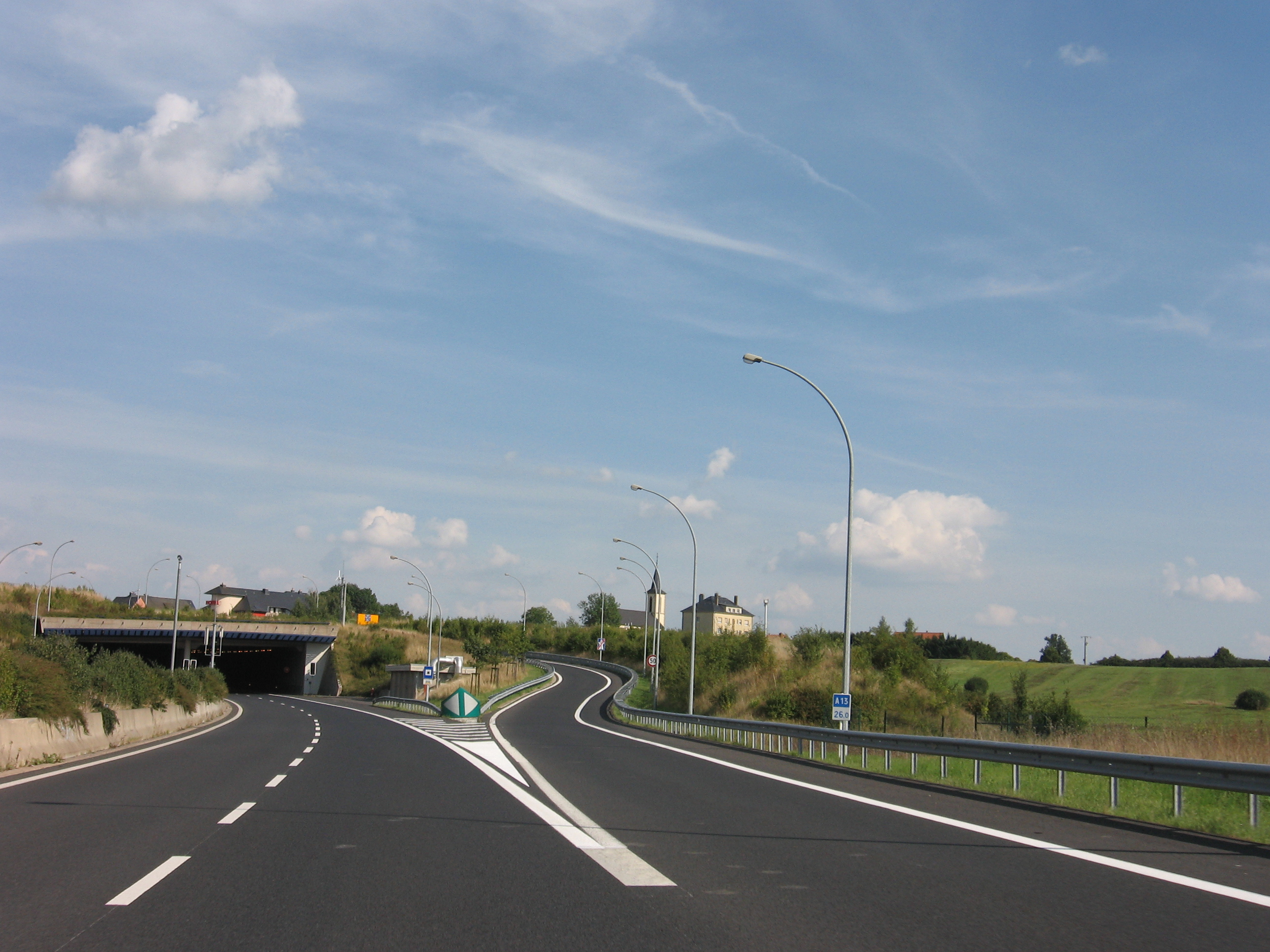
Tunnel Frisingen
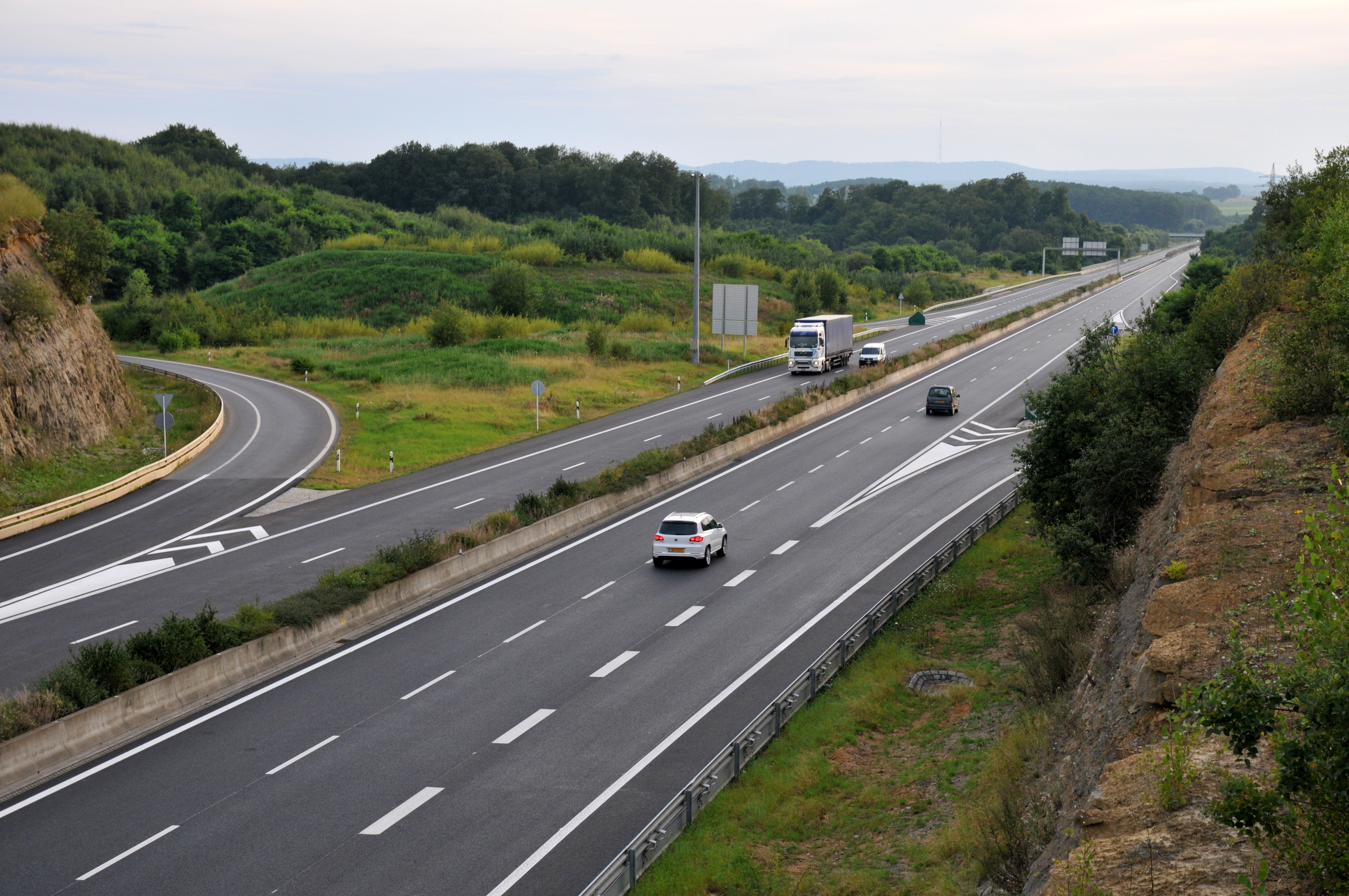
Ausfahrt 11 bei Altwies
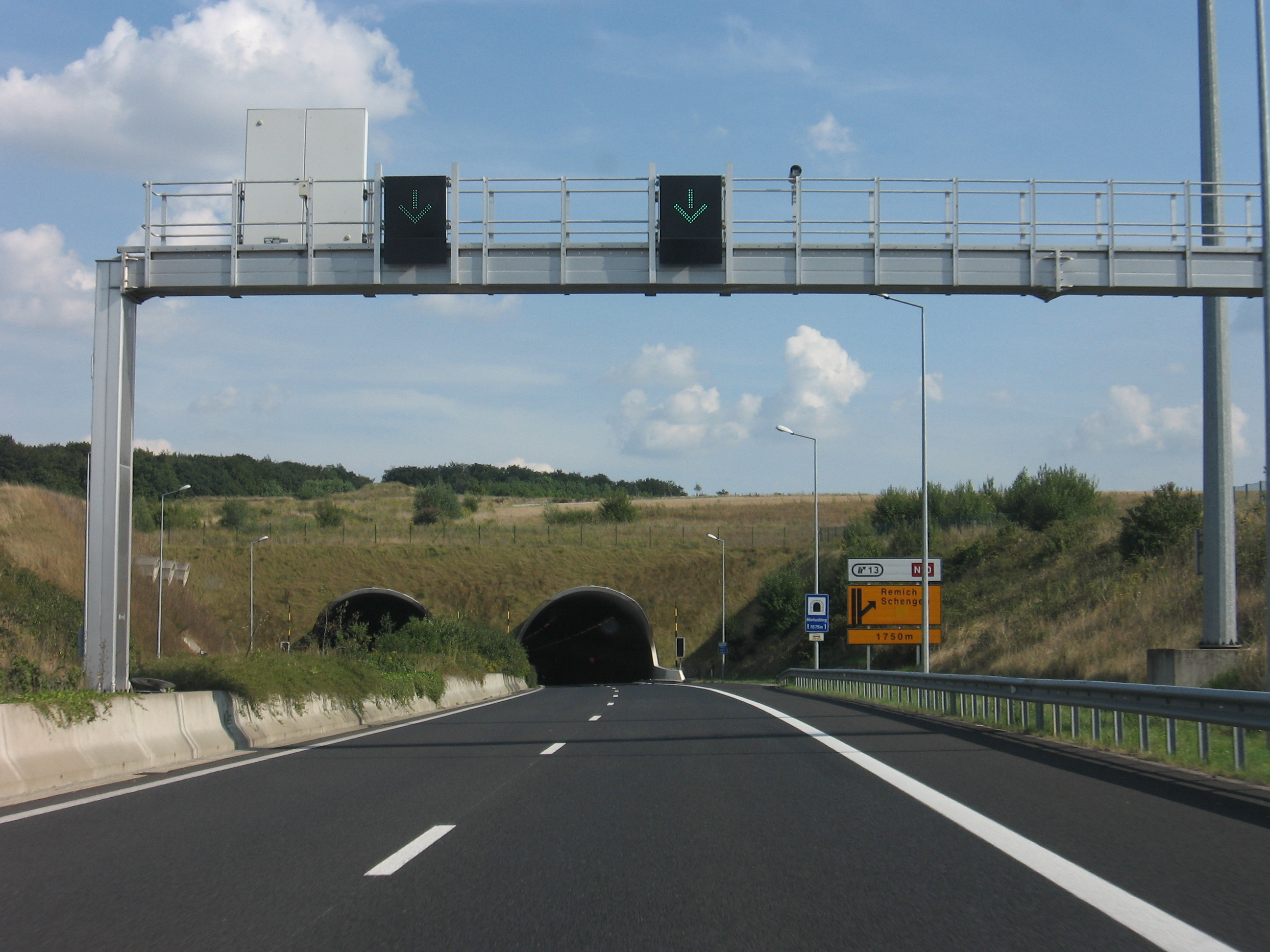
Tunnel Markusberg
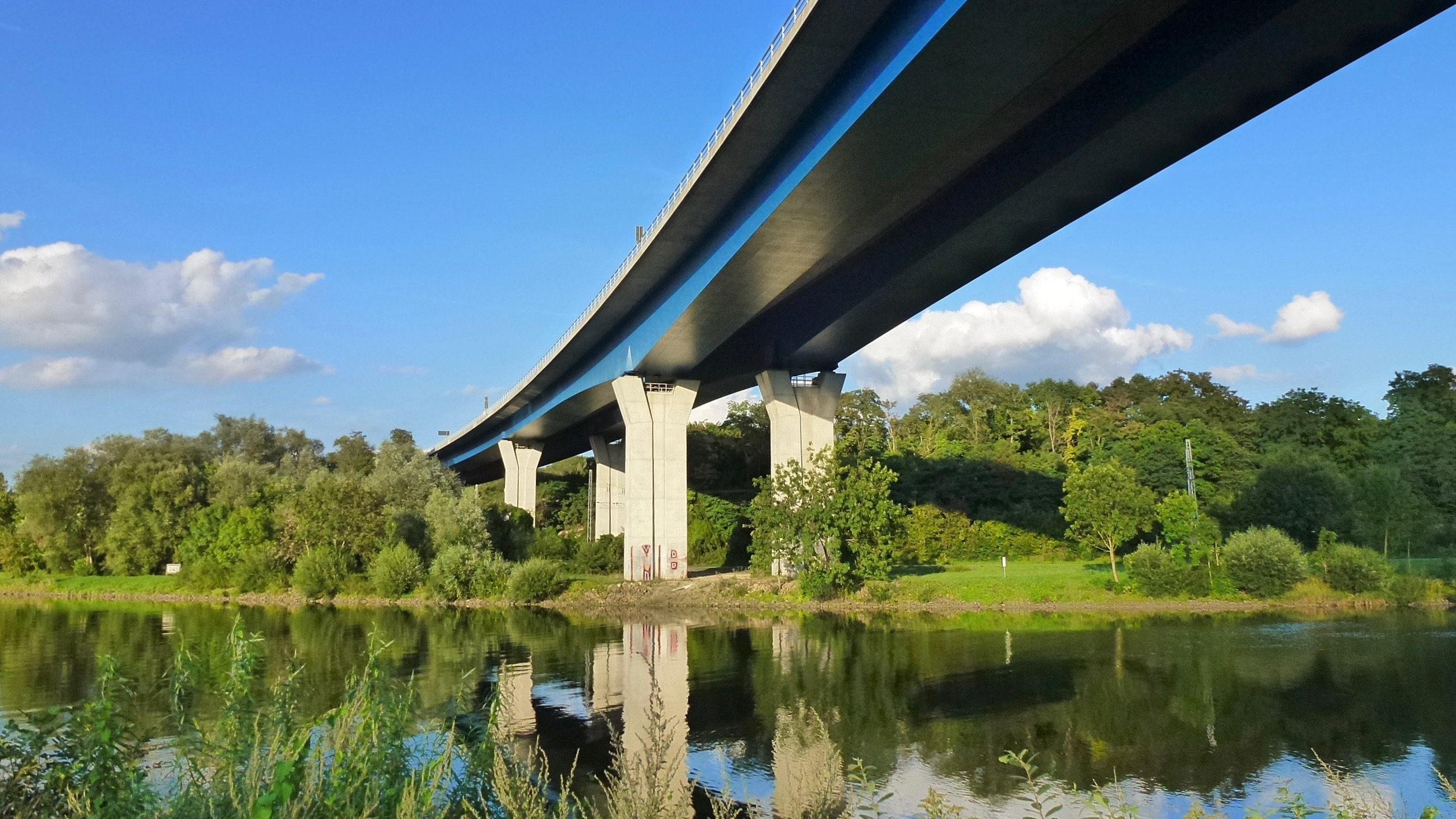
Viadukt von Schengen